# 崔建华
崔建华（1962年—），汉族，中华人民共和国政治人物、第十一届全国政协委员。
担任山西省晋剧院演员、省晋剧院青年演员培训中心主任。2008年，当选第十一届全国政协委员，代表文化艺术界，分入第二十八组。